# Young Mazino
Christopher Young Kim (Montgomery County, 27 de agosto de 1991), conhecido profissionalmente como Young Mazino, é um ator norte-americano. Ele ficou mais conhecido por seu papel como Paul Cho na série da Netflix Beef (2023), pelo qual foi indicado ao prêmio Emmy de 2023 de Melhor Ator Coadjuvante em uma série ou filme limitado ou de antologia.

## Juventude
Young Mazino nasceu em Maryland, com o nome legal de Christopher Young Kim. Cresceu em Silver Spring, Maryland, criado por dois pais imigrantes da Coreia. Ele tem duas irmãs mais velhas. Seu pai emigrou da Coreia para os Estados Unidos aos 16 anos de idade. Além de ser ator, é um músico com formação clássica. Cresceu com interesse em atuar e em produções cinematográficas e teatrais durante sua infância e até a universidade. Mazino tem faixa preta de primeiro grau em taekwondo.
Frequentou a Universidade de Maryland, mas abandonou os estudos e mudou-se para a cidade de Nova York em 2014 para estudar no Stella Adler Studio of Acting, onde treinou por um ano.
Mazino trabalhou como técnico de resgate em surf em Ocean City, Maryland e como analista de inteligência de negócios para a Fresh Beauty, uma empresa de cosméticos, antes de se tornar ator em tempo integral.

## Carreira
A primeira aparição de Young Mazino foi em 2013 no curta-metragem Digging, escrito e dirigido por Alvin Adadevoh. Em 2018, Mazino chegou às fases finais das audições para o ABC Showcase. Em 2019, ele também chegou às fases finais das audições para o programa de atuação da Escola de Drama da Universidade Yale.
Ele atuou em diversos palcos de Nova York, incluindo o papel do tenente Saito na produção off-Broadway de Comfort Woman, em 2017.
Mazino mudou seu nome quando ingressou no Sindicato de Atores de Cinema em 2018, pois havia muitas pessoas com seu nome legal. Embora Mazino não seja um nome coreano, ele vem de um artista coreano chamado Slave in Utero (nascido Lee Jong-hui), que criou um manhwa chamado Tower of God.
Ele interpretou papéis em vários curtas-metragens e programas de televisão antes de ser escalado para o papel de destaque como o irmão mais novo de Steven Yeun, Paul, na bem-sucedida série da Netflix Beef, pela qual foi indicado ao prêmio Emmy de 2023 de Melhor Ator Coadjuvante em uma série ou filme limitado ou de antologia.

## Filmografia
| Ano  | Título            | Papel                  | Notas                                |
| ---- | ----------------- | ---------------------- | ------------------------------------ |
| 2013 | Digging           | Homem jovem*           |                                      |
| 2014 | My Crazy Love     | Jaime*                 |                                      |
| 2015 | Beneath Paradise  | Khal*                  |                                      |
| 2016 | Blindspot         | Guarda #2*             | 1 episódio                           |
| 2016 | The Destined King | Sanggun*               |                                      |
| 2017 | Foundation        | Matt*                  |                                      |
| 2018 | New Amsterdam     | Estagiário Bilíngue #4 |                                      |
| 2019 | Blue Bloods       | Oficial Andy Chen      | 1 episódio                           |
| 2020 | Tommy             | Jun                    | 1 episódio                           |
| 2020 | Prodigal Son      | Alex Wu                | 1 episódio                           |
| 2022 | Good Boy          | Joon KIm               | Curta-metragem                       |
| 2023 | Beef              | Paul Cho               | 10 episódios                         |
| 2023 | Snooze por SZA    | Camafeo                | Vídeo musical                        |
| 2025 | The Last of Us    | Jesse                  | Elenco principal (segunda temporada) |

* O asterisco indica que ele foi creditado por seu papel como Christopher Young Kim (seu nome de nascimento)

## Links externos
- Young Mazino. no IMDb.